# Autostrada A18 Messina-Catania

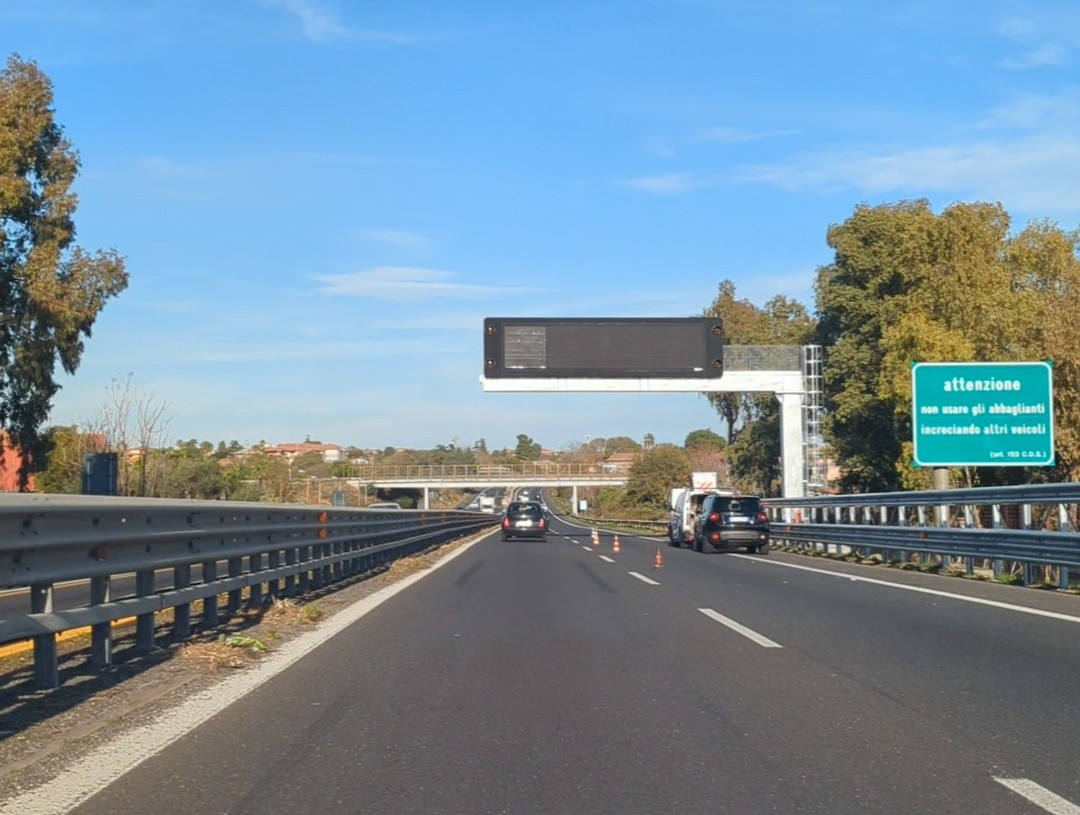
Un tratto della A18 Messina-Catania nei pressi di Barriera Catania Nord. Dicembre 2023

L'autostrada A18 Messina-Catania è un'autostrada italiana della Sicilia orientale. Lunga 77 km, è gestita dal Consorzio per le Autostrade Siciliane.  
La denominazione A18 è stata anche assegnata all'Autostrada A18 Siracusa-Gela poiché originariamente fu previsto di unire i due tronchi in un'unica autostrada, da Messina fino a Gela, che permettesse di ottimizzare i collegamenti con le aree turistiche e quelle all'epoca in fase di industrializzazione della zona orientale della Sicilia. 
I due tronchi dell'autostrada A18 sono collegati tra di loro, senza soluzione di continuità, attraverso la tangenziale di Catania (da Catania Nord a contrada Passo Martino), l'autostrada Catania-Siracusa (da contrada Passo Martino ad Augusta-Villasmundo) e la strada statale 114 (da Augusta-Villasmundo a Siracusa, strada extraurbana principale).
L'autostrada fa parte dell'itinerario europeo E45.

## Storia
Il tronco Messina-Catania è stato costruito tra il 1965 e il 1971, anno in cui l'allora nota Autostrada delle Zagare venne progressivamente aperta al traffico iniziando dalla tratta Messina Tremestieri-Roccalumera. Venne costruita come autostrada montana nel tratto messinese a causa delle notevoli difficoltà orografiche e non ha subito modifiche nel corso dei decenni, ad eccezione dell'apertura degli svincoli di Fiumefreddo (marzo 1991) e dei Paesi Etnei (luglio 2007).
Negli anni '10 si propose la realizzazione dello svincolo di Mascali per snellire la viabilità locale, previsto tra Giarre e Fiumefreddo. Tuttavia l'ex Consorzio non presentò mai alcun progetto, perdendo così il finanziamento che potesse permettere l'avvio dei lavori.

### L'autostrada oggi
L'autostrada è lunga 77 chilometri, larga 24 metri con uno spartitraffico di 3 metri e con due corsie per senso di marcia oltre a una corsia di emergenza, non presente nelle gallerie. Soggetta al pagamento di un pedaggio a sistema chiuso, è priva di piazzole per la sosta di emergenza ed è interessata da un volume di traffico crescente da Messina a Catania. Nel 2003 si sono registrati 28 milioni di veicoli in transito. L'autostrada ha inizio dall'innesto con l'autostrada A20 Messina-Palermo in prossimità dello svincolo di Messina Tremestieri e ha termine con l'innesto sulla tangenziale di Catania (RA15).
Dal 2020 circa, l'autostrada è in fase di riqualificazione. Tra gli interventi già attuati, spiccano le nuove colonnine SOS, l'installazione di pannelli a messaggio variabile nei vari svincoli in entrata e lungo l'autostrada stessa, la sostituzione delle barriere metalliche in entrambi i lati delle due carreggiate su tutto il tratto, la posa di nuove reti parasassi e di coprigiunti sui vari cavalcavia, la parziale ripavimentazione in alcuni tratti e la parziale sostituzione dei corpi illuminanti nelle aree di servizio e in alcune gallerie presenti nel messinese.
Inoltre è stata realizzata una galleria nella carreggiata a monte nel tratto Taormina-Roccalumera, a seguito di una frana avvenuta a ridosso del territorio di Letojanni nel 2015, che investì un tratto autostradale. L'evento franoso non coinvolse persone, ma causò l'interruzione al traffico veicolare della carreggiata in direzione Catania, costringendo ad usare una parte della carreggiata a valle in doppio senso di marcia per circa 8 anni, fino ad agosto del 2023.
In via provvisoria, oltre al pagamento del pedaggio classico con carte e contanti, in modalità di esazione dinamica è possibile pagare la suddetta autostrada soltanto con Telepass e MooneyGo. È in fase di attivazione il sistema di UnipolMove e il sistema di interoperabilità con il telepedaggio europeo a seguito di varie denunce presentate da Cittadinanzattiva e Confconsumatori Sicilia.

### Tabella percorso
| Messina - Catania |                                                       |      |      |           |                |
| Tipo              | Indicazione                                           | ↓km↓ | ↑km↑ | Provincia | Strada europea |
|                   | Messina-Palermo                                       | 0,0  | 77,0 | ME        |                |
|                   | Barriera Messina Sud Tremestieri                      | 0,6  | 76,4 | ME        |                |
|                   | Area di parcheggio "Canale"                           | 3,5  | -    | ME        |                |
|                   | Itala (in progetto)                                   | 11,0 | 66,0 | ME        |                |
|                   | Area di parcheggio "Mastroguglielmo ovest"            | 17,1 | -    | ME        |                |
|                   | Alì Terme (in progetto)                               | 17,7 | 59,3 | ME        |                |
|                   | Area di parcheggio "Allume"                           | -    | 56,9 | ME        |                |
|                   | Area di parcheggio "Roccalumera"                      | 20,8 | -    | ME        |                |
|                   | Roccalumera Orientale Sicula                          | 22,1 | 54,9 | ME        |                |
|                   | Santa Teresa di Riva - Val d'Agrò (in progetto)       | 26,4 | 50,5 | ME        |                |
|                   | Area di servizio "Santa Teresa di Riva"               | -    | 50,3 | ME        |                |
|                   | Area di parcheggio "Sant'Alessio"                     | 27,7 | -    | ME        |                |
|                   | Area di parcheggio "Parrino"                          | -    | 45,6 | ME        |                |
|                   | Area di parcheggio "Silemi"                           | 32,9 | -    | ME        |                |
|                   | Area di parcheggio "Papale"                           | -    | 42,8 | ME        |                |
|                   | Taormina Orientale Sicula                             | 36,2 | 40,8 | ME        |                |
|                   | Giardini-Naxos di Sella Mandrazzi                     | 41,3 | 35,7 | ME        |                |
|                   | Area di servizio "Calatabiano"                        | 42,9 | 34,1 | ME        |                |
|                   | Area di parcheggio "Calatabiano"                      | -    | 29,3 | CT        |                |
|                   | Fiumefreddo                                           | 48,5 | 28,5 | CT        |                |
|                   | Giarre                                                | 59,3 | 17,7 | CT        |                |
|                   | Area di parcheggio "Linera"                           | -    | 12,3 | CT        |                |
|                   | Area di parcheggio "Zirmelli"                         | -    | 8,5  | CT        |                |
|                   | Acireale                                              | 69,8 | 7,2  | CT        |                |
|                   | Area di servizio "Aci Sant'Antonio"                   | 71,9 | 5,1  | CT        |                |
|                   | Barriera Catania Nord                                 | 76,3 | 0,7  | CT        |                |
|                   | Paesi Etnei (uscita solo in direzione Messina)        | 76,7 | 0,3  | CT        |                |
|                   | Catania centro Diramazione per Catania - San Gregorio | 77,0 | 0,0  | CT        |                |
|                   | Tangenziale di Catania                                | 77,0 | 0,0  | CT        |                |

## A18 dir Diramazione Catania
L'A18 dir Diramazione Catania ha inizio presso l’ultimo svincolo dell’A18 Messina-Catania (Catania centro A18 dir - San Gregorio), immediatamente prima che questa si congiunga senza soluzione di continuità con la tangenziale ovest di Catania.  Si sviluppa per 3,7 km scendendo verso sud da San Gregorio fino ad arrivare nel centro di Catania, nella zona settentrionale della città presso Via Vincenzo Giuffrida o in Circonvallazione. È gestita dall'Anas fino a prima della galleria Viale Mediterraneo (del comune di Catania). La sigla alfanumerica A18 dir compare anche nei cartelli d'identificazione dei cavalcavia.
Questa piccola, ma fondamentale, diramazione autostradale permette di raggiungere immediatamente l’autostrada A18 in direzione Messina per i veicoli provenienti da Catania, e di raggiungere velocemente la città di Catania per i veicoli provenienti da nord, evitando completamente la tangenziale in entrambi i casi. A causa del notevole dislivello tra il comune etneo e la città metropolitana, unito alla brevità del percorso, quest’autostrada presenta un’accentuata pendenza, pertanto è opportuno procedere con prudenza e sono presenti (nella carreggiata verso sud in direzione centro) diverse rampe di arresto per gli autocarri.
Dal novembre 2023, la A18 dir è interessata da un cantiere dedito alla posa delle nuove barriere New Jersey NDBA tra le due carreggiate che rimpiazzerà i precedenti guardrail, analogamente a come avvenuto su altre strade e autostrade di competenza Anas (Tangenziale di Catania, Autostrada Catania-Palermo, etc).

### Tabella percorso
| Diramazione di Catania |                                                                                             |      |      |           |
| Tipo                   | Indicazione                                                                                 | ↓km↓ | ↑km↑ | Provincia |
|                        | Messina-Catania Tangenziale di Catania                                                      | 0,0  | 3,7  | CT        |
|                        | San Gregorio (uscita solo in direzione RA 15-A18 o entrando da A18)                         | 0,1  | 3,6  | CT        |
|                        | Area di parcheggio                                                                          | 1,0  | 1,9  | CT        |
|                        | Catania Canalicchio - San Gregorio (uscita solo in carreggiata verso sud, direzione Centro) | 2,0  | --   | CT        |
|                        | Galleria Canalicchio (200m)                                                                 | --   | --   | CT        |
|                        | Canalicchio (uscita solo in carreggiata verso nord, direzione RA 15-A18)                    | --   | 1,2  | CT        |
|                        | Catania (galleria Viale Mediterraneo)                                                       | 3,7  | 0,0  | CT        |